# 福原克治
福原克治（英語：Harry Katsuharu Fukuhara，1920年1月1日—2015年4月8日）是一名美国陆军士兵，1988年入选美国軍事情報名人堂。

## 生平
福原克治生于西雅圖。 他的父母都來自廣島縣。父亲在美國经营一家职业介绍所。其父親於1933年去世。由于他的母亲不擅长英语，於是她就带着全家回到了日本廣島。然而福原克治始终无法适应日本的生活。1938年，福原克治从日本的高中毕业后，他又來到了美国。來到美国后，由于没有亲人依靠，福原克治在洛杉矶一边在餐馆洗盘子以及在白人家庭內幫忙做家务，一边上大学。太平洋戰爭爆發後，美國總統富兰克林·德拉诺·罗斯福簽署第9066号行政命令，福原克治因此被关押在希拉河战争安置中心。 
1942年，福原克治在希拉河战争安置中心報名參軍。 他被分配到美國陸軍第33步兵師。他参加了新几内亚战役和菲律宾战役。起初由於他是部隊內唯一一名日裔士兵，所以遭到白人士兵的排挤。随着战局的发展，美軍从日本军队缴获了不少机密文件，而福原克治就負責翻譯這些文件，他還負責审问日本战俘。這些事逐渐讓福原克治被美軍戰友認可。1944年5月，福原克治在新几内亚的日本战俘收容所遇到了他在广岛时期結識的朋友，當時他是大日本帝國陸軍中的一位軍士長。由于受到戦陣訓的影响，这位朋友以自己被俘虜為恥，打算自杀，而福原克治極力劝阻他自殺。
日本投降后的约一个月，福原克治來到广岛寻找他的母亲和三个兄弟。他最终找到了他们。由於受廣島原子彈輻射的影響，福原克治的哥哥最終因辐射中毒而死亡，不過他的母亲和两个弟弟幸存了下来。
之後福原克治暂时返回美国，随后又随美國陆军返回日本，並一直在駐日美軍中服役。1971年，福原克治退役，並且離開駐日美軍。他获得过包括功绩勋章和銅星勳章在內的数项军事勋章。
福原克治後來又在美國本土军队中服役，并于1991年再次退役。1988年，他入選軍事情報名人堂。晚年他在聖荷西定居。
2015年4月8日，福原克治在檀香山去世。